# Українська незалежна рада єврейських жінок

## Про організацію
Свідоцтво про реєстрацію № 0211-2009 Г. О. від 14 жовтня 2009 р.
При Українській незалежній раді єврейських жінок постійно ефективно працюють та взаємодіють з державними та громадськими організаціями України та інших держав такі структурні підрозділи:
- Центр захисту громадянських прав євреїв України
- Центр сприяння розвитку єврейських громад
- Центр розвитку молодіжних ініціатив
- Культурно-освітній центр
- Центр по боротьбі з насильством і торгівлею жінками та дітьми
- Центр підтримки та допомоги дітям
- Центр по збереженню історичної та культурної спадщини

Українська незалежна рада єврейських жінок має структурний підрозділ Газету Київ єврейський (газета), яка виходить в друкованому та електронному виді.

## Міжнародне співробітництво
Організація єврейських жінок України - Українська незалежна рада єврейських жінок Ukrainian independent Council of Jewish Women (УНРЄЖ - UICJW) вперше увійшла до складу Міжнародної ради єврейських жінок - International Council of Jewish Women (МРЄЖ - ICJW) і взяла участь у Конвенції в Кейптауні, ПАР, 6-12 травня 2010 року.
Дана Міжнародна Конвенція є знаковою для України. Організація, яка представляла Україну, була прийнята в елітний міжнародний клуб, який має значну вагу в світовому співтоваристві.
МРЄЖ (ICJW) як неурядова організація має консультативний статус в ООН, ECOSOC, UNICEF [Архівовано 23 лютого 2011 у Wayback Machine.] і UNESCO [Архівовано 17 березня 2013 у WebCite] і має постійні представництва в цих організаціях у Нью-Йорку, Женеві, Відні та Парижі. МРЄЖ (ICJW) також представлена в Рада Європи, в [www.womenlobby.org Європейському Жіночому Лобі], Раді релігій світу та Міжнародній Комісії з прав людини.
МРЄЖ (ICJW) діє на світовій арені з 1912 року. Конвенції МРЄЖ (ICJW) проходять один раз на чотири роки. Нинішня Конвенція 21-а за рахунком в багаторічній діяльності МРЄЖ (ICJW) проходила в Кейптауні. В її роботі взяли участь 220 делегатів із 48 країн світу.
Україну в МРЄЖ (ICJW) представляє Українська незалежна рада єврейських жінок УНРЄЖ (UICJW) на чолі з Президентом організації Гройсман Елеонорою Наумівною. Під час офіційного відкриття Конвенції керівник делегації кожної країни вносить прапор своєї країни. Елеонора Гройсман внесла прапор України.
Вперше за майже столітнє існування організації МРЄЖ (ICJW), Україна нарівні з такими країнами, як США, Франція, Ізраїль, Німеччина, Іспанія, Росія, Фінляндія, Швеція та іншими, увійшла до Міжнародної ради єврейських жінок. Елеонора Гройсман сплатила перший щорічний членський внесок за участь української організації в МСЕЖ (ICJW) і отримала відповідний сертифікат.
Громадська організація «Українська незалежна рада
єврейських жінок» представлена в сімнадцяти областях України.

## Консультативна група
В березні 2010 при Українській незалежній раді єврейських жінок було створено Консультативну групу з фахівців ключових сфер суспільно-політичної діяльності.
Консультативна група формується з представників політичної еліти України, відомих державних та громадських діячів та високопрофесійних спеціалістів в окремих галузях.
Основна мета діяльності консультантів: в разі нашого звернення надавати консультації для організації плідної роботи УНРЄЖ з тих питань, в яких вони є фахівцями, на громадських засадах.
Народний депутат України Тедеєв Ельбрус Сосланович став консультантом з питань сім’ї, молодіжної політики, спорту та туризму Української незалежної ради єврейських жінок на громадських засадах.
Народний депутат України Мельник Петро Володимирович став консультантом з питань економіки, оподаткування, кредитування й фінансової діяльності Української незалежної ради єврейських жінок на громадських засадах
Народний депутат України Таран Віктор Васильович став консультантом з питань прав людини, національних меншин і міжнаціональних відносин Української незалежної ради єврейських жінок на громадських засадах
Народний депутат України Корж Віктор Петрович став консультантом з питань охорони здоров’я та охорони материнства і дитинства Української незалежної ради єврейських жінок на громадських засадах
Народний депутат України Чорновіл Тарас Вячеславович став консультантом з питань міжнародних відносин Української незалежної ради єврейських жінок на громадських засадах.
Народний депутат України Колесніченко Вадим Васильович став юридичним консультантом та консультантом з питань правосуддя Української незалежної ради єврейських жінок на громадських засадах.
Українська незалежна рада єврейських жінок виступила з протестом проти вседозволеності в соціальній мережі Facebook.com [Архівовано 8 квітня 2005 у Wayback Machine.], в якій стало можливим проведення агітації акції "Вбий єврея" товариства “Kill a Jew Day”.

## Ініціатива "ЗА ЗАхист моралі"
В червні 2010 року Українська незалежна рада єврейських жінок виступила з ініціативою, направленою на підтримку діяльності Національної експертної комісії України з питань захисту суспільної моралі. Та закликала громадські організації та небайдужих українців підтримати цю ініціативу.
В рамках запропонованого проекту лідери громадської організації звернулись до вітчизняних телеканалів з пропозицією долучитися до підписання «Хартії про партнерство заради інформаційних прав і свобод та захисту суспільної моралі». 
В зверненні, зокрема, говориться: “Ми звертаємось до Вас, розуміючи, що Вам не байдуже майбутнє наших дітей й всього нашого суспільства, з проханням підписати «Хартію про партнерство заради інформаційних прав і свобод та захисту суспільної моралі».
Хартія підписується для недопущення проявів неповаги до конституційних прав особи, національних та релігійних святинь, національної гідності людини, розповсюдження ксенофобії, українофобії та антисемітизму, расизму, порнографії і пропаганди насильства, розпалювання міжрегіональних, міжетнічних, міжконфесійних конфліктів, зростання кількості інших порушень законодавства у сфері захисту суспільної моралі.

## Марш життя
Президент Української незалежної ради єврейських жінок Елеонора Гройсман взяла участь у прес-конференції 
в УНІАН «Прощений четвер», в Києві, в четвер, 5 серпня 2010 р. Делегація примирення з німецького
міста Тюбінген приїхала в Україну, щоб провести Марш життя, приурочений до 69-ї річниці трагедії
Бабиного яру. Двісті німців, серед яких діти, онуки і правнуки нацистів, прибули в
Україну, щоб особисто вибачитися перед євреями за Голокост. Дві колони учасників Маршу пройшли
«дорогою смерті» від кінотеатру Київська Русь по вулиці Мельникова (нині Юрія Іллєнка) і від Сирецького парку до
меморіального комплексу «Бабин яр», де зустрілися з євреями, які постраждали в роки війни від нацистів. Марш життя приймуть по естафеті інші міста України, розташовані зіркою Давида.